# Hesperiinae
Los hesperiinos (Hesperiinae) son una subfamilia  de lepidópteros ditrisios de la familia Hesperiidae.  Se conocen 325 géneros y 2000 especies de distribución cosmopolita, la  mitad de ellas neotropicales.

## Características
En reposo mantienen las alas en una disposición particular, con anteriores horizontales y las posteriores medio abiertas, formando un ángulo con las delanteras. La vena M2 del ala anterior está marcadamente curvada hacia la vena M3.

## Historia natural
Las orugas se alimentan principalmente de monocotiledóneas; algunas especies se han especializado en perforar las raíces y los tallos de Yucca y de Agave.
Antes se agrupaban en una subfamilia separada  (Megathyninae),  pero los caracteres particulares que presentan se deben,  fundamentalmente, al alto grado de especialización alcanzado.

## Tribus
- Aeromachini
- Ampittiini
- Anthoptini
- Baorini
- Calpodini
- Erionotini
- Hesperiini
- Moncini
- Taractocerini
- Thymelicini